# Hylemya probilis
Hylemya probilis är en tvåvingeart som beskrevs av Ackland 1967. Hylemya probilis ingår i släktet Hylemya och familjen blomsterflugor.
Artens utbredningsområde är Nepal. Inga underarter finns listade i Catalogue of Life.